# Beneluxtunnel
Beneluxtunnel – tunel biegnący pod Nową Mozą, na granicy Rotterdamu i Schiedamu. Składa się z dwóch głównych nitek przeznaczonych dla ruchu drogowego (pierwsza otwarta w 1967 roku, druga w roku 2002) oraz dwóch dodatkowych nitek (wybudowanych wraz z drugą główną tubą tunelu), jednej dla metra, drugiej dla pieszych i rowerzystów. Przez tunel przebiega autostrada A4, będąca w tym miejscu fragmentem obwodnicy Rotterdamu.
Tunel wybudowano metodą zanurzeniową. Duży wkład w powstanie tunelu miał ówczesny burmistrz Vlaardingen, Jan Heusdens, który mocno zabiegał o inwestycję. Budowa rozpoczęła się w kwietniu 1962 roku. Tunel zbudowano z ośmiu prefabrykowanych segmentów o długości 93 m każdy. Uroczyste otwarcie z udziałem królowej Juliany nastąpiło 5 czerwca 1967 roku. Do 1980 roku za przejazd tunelem pobierane były opłaty, a punkt poboru opłat znajdował się 1,2 km przed wjazdem od strony południowej. Tunel tworzyły wówczas dwie połączone tuby zawierające po dwa pasy ruchu w każdą stronę. Długość zamkniętej części tunelu wynosiła 795 m, a długość całkowita 1,3 km.
Z powodu znacznego wzrostu ruchu ulicznego przepustowość tunelu stała się z czasem niewystarczająca. W związku z tym podjęto decyzję o budowie drugiej nitki tunelu. Budowa rozpoczęła się w 1997 roku, a otwarcie nastąpiło 2 listopada 2002 roku. Nowa nitka jest nieco dłuższa od poprzedniej (zamknięta część ma 900 m długości) i powstała także metodą zanurzeniową, z sześciu prefabrykowanych segmentów o długości 140 m każdy. W ramach inwestycji równolegle powstały także dwa mniejsze tunele, jeden dla rotterdamskiego metra, drugi dla pieszych i rowerzystów.
Dwie główne nitki przeznaczone dla ruchu drogowego podzielone są na dwie tuby, z których każda zawiera po dwa pasy ruchu (łącznie tunel zawiera więc osiem pasów ruchu). Dwie tuby zachodniej, starszej nitki oznaczone są literami A i B. Przed otwarciem nowej nitki ruch przebiegał tam w obie strony, obecnie jeździ się tamtędy wyłącznie z północy na południe. Nowa nitka podzielona jest na trzy tuby, dwie (oznaczone literami D i E) zawierające po dwa pasy ruchu każda, którymi ruch przebiega z południa na północ i trzecią (oznaczoną jako C) służącą za tunel serwisowy oraz ewakuacyjny. Tunel ze ścieżką rowerową oznaczony jest literą F, a dwie tuby tunelu dla metra (jego długość wynosi 1267 m) oznaczono literami G oraz H.